# Afromorgus italicus
Afromorgus italicus is een keversoort uit de familie beenderknagers (Trogidae). De wetenschappelijke naam van de soort is voor het eerst geldig gepubliceerd in 1853 door Reiche.